# Oriolidae
Famille
Les Oriolidae sont une famille de passereaux. Celle-ci est constituée de trois genres et d'une trentaine d'espèces principalement appelées loriots. Leur nom latin a la même étymologie que le terme oriole donné aux Icterus.

## Habitats et répartition
Ce sont des oiseaux dont l'aire de répartition couvre le sud de la zone paléarctique, la zone éthiopienne, la zone orientale et la zone australasienne.

## Systématique

### Position systématique
Dans la classification de Charles Sibley et Burt Monroe, cette famille est englobée dans l'immense famille des corvidés. Elle forme, avec les campéphagidés, les oriolinis, tribu de la sous-famille des corvinés.
La classification du Piopio de Nouvelle-Zélande est établie en 2011 par Johansson et al. qui montrent, grâce à des analyses génétiques, qu'il appartient au clade des Oriolidae. Ce changement est répercuté dans la classification de référence (version 2.10, 2011) du Congrès ornithologique international.
Les travaux de Jønsson et al. (2008, 2010), Dumbacher et al. (2008) et Dumbacher (2013) montrent que le genre Pitohui est un lignage frère du genre Oriolus.  Cela aboutit à une révision complète du genre Pitohui, qui était de plus polyphylétique, dans la classification de référence (version 3.4, 2013) du Congrès ornithologique international. Il ne conserve que deux des six espèces dont il était constitué jusque-là. Il s'y ajoute deux nouvelles espèces séparées de Pitohui kirhocephalus (P. cerviniventris et P. uropygialis), et il est déplacé dans la famille des Oriolidae.

### Liste des genres
D'après la classification de référence (version 5.2, 2015) du Congrès ornithologique international (ordre alphabétique) :
- Oriolus Linnaeus, 1766
- Pitohui Lesson, 1830
- Sphecotheres Vieillot, 1816
- Turnagra Lesson, 1837

### Liste des espèces
D'après la classification de référence (version 5.2, 2015) du Congrès ornithologique international (ordre phylogénique) :
Parmi celles-ci, deux espèces sont éteintes :
- †Turnagra tanagra – Piopio de Schlegel
- †Turnagra capensis – Piopio de Nouvelle-Zélande